# The Beautiful Experience
A The Beautiful Experience Prince középlemeze. A "The Most Beautiful Girl in the World" hét remixéből áll, különböző formátumokban.

## Számlista

### Eredeti album
|    | Cím                                  | Hossz |
| -- | ------------------------------------ | ----- |
| 1. | Beautiful                            | 5:56  |
| 2. | Staxowax                             | 5:14  |
| 3. | Mustang Mix                          | 6:20  |
| 4. | Flutestramental                      | 3:36  |
| 5. | Sexy Staxaphone and Guitar           | 3:54  |
| 6. | Mustang Instrumental                 | 3:26  |
| 7. | The Most Beautiful Girl in the World | 4:42  |

| 8. | Beautiful Extended Club Version |                             | 6:26 |
| 9. | Sax Mix                         | Also known as "Brian's Mix" | 4:32 |

### Promó
|    | Cím          | Hossz |
| -- | ------------ | ----- |
| 1. | Staxowax     | 5:00  |
| 2. | Mustang Mix  | 6:22  |
| 3. | Brian's Mix  | 4:30  |
| 4. | Beautiful    | 3:55  |
| 5. | Original Mix | 4:39  |

## Kislemezek
| Cím           | Tartalom                                              | Hossz |
| ------------- | ----------------------------------------------------- | ----- |
| "Staxowax"    | "Staxowax" – 4:59 "Sexy Staxophone and Guitar" – 3:36 | 8:35  |
| "Mustang Mix" | "Mustang Mix" – 6:19 "Mustang Instrumental" – 3:23    | 9:42  |

## Slágerlista
| Slágerlista (1994)        | Legmagasabb pozíció |
| ------------------------- | ------------------- |
| Spanyol Albumok (AFYVE)   | 13                  |
| Brit kislemezlista (OCC)* | 18                  |
| US Billboard 200          | 92                  |

*az Egyesült Királyságban csak a kislemezlistára kerülhettek fel középlemezek